# Place (Reddit)
Place es un proyecto colaborativo y un experimento social manejado por la página web Reddit, empezado por primera vez el April Fools' Day (Día de los inocentes) del 2017. 
El experimento implica un lienzo en línea de un millón (1000x1000) de píxeles, ubicado en el subreddit llamado r/place, donde usuarios registrados disponían de una paleta de 16 colores para modificar un solo píxel a la vez. Después de cada modificación un temporizador se inicia con un tiempo de 5 a 20 minutos para indicar cuando el usuario puede modificar otro píxel.
El experimento es terminado por los administradores de Reddit aproximadamente 72 horas después de su creación. En 2017, hasta ese momento, más de 1 millón de usuarios únicos editaron el lienzo, colocando un total de aproximadamente 16 millones de pixeles. En el instante en que finalizó el proyecto hubo más de 90.000 usuarios que estuvieron observando y editando el lienzo. Se renueva el proyecto cada 5 años, aunque se llegó a repetir tan solo tras un año.
El éxito de Place llegó a inspirar al brasileño Murilo Mutsabara para lanzar su propio proyecto colaborativo de pixel art llamado Wplace, que también se convirtió en un fenómeno viral en internet.

## General
El experimento estuvo basado en 4 simples reglas:
- Tienes un lienzo vacío.
- Debes ubicar un píxel sobre él pero tienes que esperar para ubicar otro píxel.
- Individualmente puedes crear algo.
- Juntos pueden crear algo más.

El experimento se basó sobre un subreddit llamado /r/place. En /r/place el usuario fue bienvenido por una sección del lienzo junto a listado de entradas o publicaciones creadas por los usuarios. Los usuarios previamente registrados en Reddit podían colocar un píxel a la vez con un tiempo determinado de espera para poder colocar el siguiente. El tiempo de esperar variaba de 5 a 20 minutos durante el experimento. Los colores disponibles para editar el lienzo eran: blanco, gris claro, gris, negro, rosa, rojo, naranja, marrón, verde amarillo , ligero, verde, aqua-azul, verde-azul, azul, violeta y púrpura.
Las primeras horas del experimento fueron caracterizadas por la ubicación aleatoria de píxeles y los caóticos intentos de crear una imagen. Entre las primeras secciones que empezaron a aparecer en el lienzo apareció una esquina llena enteramente de píxeles azules nombrada "The Blue Corner" (La Esquina Azul) y un homenaje a un Pokémon. Cuando el lienzo se desarrolló, algunos subreddits de diferentes comunidades, aquellos relacionados con videojuegos, equipos de deportes y países individuales, unieron esfuerzos para coordinar sus usuarios para reclamar y decorar secciones particulares del lienzo. Otras secciones del lienzo fueron desarrolladas por el esfuerzo coordinado de comunidades especialmente creadas para ello, donde algunos realizaron recreaciones de obras de arte como La Mona Lisa y La Noche Estrellada.
Varios trabajos de pixel art fueron creados a raíz del experimento, variando entre personajes ficticios, memes de internet, banderas de diferentes países y obra de arte famosas. Varios "cultos" emergieron para crear y mantener características emblemáticas como los 'black void', 'green lattice' y el multicolorido 'rainbow road'.

## Historia

### Experimento de 2017
Las primeras horas del experimento se caracterizaron por la colocación aleatoria de píxeles e intentos caóticos de crear algún tipo de imagen en el lienzo. Las primeras zonas distintivas del lienzo consistían en un lado enteramente dibujado con pixeles azules bautizada como "Blue Corner" y un homenaje a la franquicia de Pokémon. A medida que se desarrolló el lienzo, algunas comunidades de subreddit establecidas, como aquellas de videojuegos, equipos deportivos y países individuales, coordinaron los esfuerzos de sus usuarios para reclamar y decorar secciones particulare del lienzo. Esto frecuentemente generaba conflicto entre las distintas comunidades compitiendo por tener sitio en el lienzo. En total, miles de comunidades participaron en el proyecto.
Otras secciones del lienzo fueron desarrolladas por comunidades y esfuerzos de coordinación creados específicamente para el evento. Varias obras creadas en pixel art surgieron gracias a las comunidadeds colaborando entre ellas, quienes dibujaron personajes ficticios, memes de internet, banderas de países y hasta obras de arte como la Mona Lisa y La noche estrellada. También se formaron varios "cultos" autoproclamados para crear y mantener varias características emblemáticas como el vacío (negro), la celosía verde, la esquina azul antes mencionada., y la senda arcoiris". Cuando finalizó el experimento el 3 de abril de 2017, más de 90.000 usuarios estaban viendo y editando el lienzo, y más de un millón de usuarios lograron colocar el aproximado de 16 millones de pixeles. Un análisis encontró que la versión final del experimento de 2017 consistió en arte de más de 800 comunidades..

### Experimento de 2022
El 28 de Marzo del año 2022, un reboot de r/place fue anunciado. Empezó el 1 de abril de 2022, y duro tres días y medio, añadiendo dos expansiones durante esos días para darle a los usuarios más lienzo por donde pintar. La paleta de colores fue incrementada durante el segundo y tercer día. A diferencia del experimento del año 2017, los usuarios de varios subreddits inmediatamente empezaron a coordinarse para diseñar pixel art, con muchas comunidades formandose en Discord y Twitch intentando crear nuevo arte, reparar pixeles rotos por otros usuarios e incluso poner arte nuevo sobre arte ya existente. Al final del experimento, más de 10,5 millones de usuarios realizaron 160 millones de cambios de píxeles, a un ritmo promedio de aproximadamente 2 millones de píxeles colocados por hora. De estos cambios de píxeles, alrededor de 26 millones fueron redundantes (Siendo muchos distintos usuarios cambiando un pixel por otro del mismo color). Estos números, extraídos de los datos brutos, no son como se menciona en estos artículos erróneos. En las horas finales del experimento, los usuarios fueron impuestos a poner solo pixeles blancos, terminando el experimento con el lienzo enteramente blanco, como al inicio del evento.

### Experimento de 2023
Reddit revivió r/place el 20 de julio del año 2023, bajo el lema "Right Place, Wrong Time" (Lugar correcto, momento equivocado), en medio de varias decisiones impopulares tomadas por la compañía que habían irritado a los usuarios de Reddit, incluida una que había llevado a la controversia sobre la API que afectó a las aplicaciones de terceros de Reddit.. Cuando se anunció el regreso, Reddit declaró: "Hey, es un gran momento para ofrecer un lienzo en blanco a nuestras comunidades cuando nuestros usuarios y mods están más apasionados... ¿verdad?" ("Hey, what better time to offer a blank canvas to our communities than when our users and mods are at their most passionate… right?")
Durante el primer día del experimento, varios mensajes de "Jodete Spez" (Fuck Spez), fueron dibujados en el lienzo como protesta contra el nombre de usuario del CEo de Reddit Steve Huffman. Otro lienzo escrito, encontrado entre el arte de Alemania, decía: "u/spez ist ein hurensohn". El sitio webThe Messenger informó que Reddit eliminó una obra de arte creada por la comunidad francesa con "spez" debajo de una guillotina; Cuando The Messenger pidió a Reddit que comentara, Reddit declaró que estaba haciendo cumplir sus reglas (que no permiten el odio dirigido a individuos).. Al mismo tiempo que esto pasaba, otros usuarios simplemente comentaban "API". También había un lienzo escrito, "No olvides lo que nos han robado" ("never forget what was stolen from us"), reespaldandó a la comunidad Save3rdPartyApps. Durante las expansiones del lienzo, aparecieron más protestas contra Huffman, como el mensaje "spez = twat" realizado por usuarios que hacían arte con temática británica.
Además del arte que protestaba contra Reddit, muchas de las primeras obras de arte eran banderas de países, además de un lienzo multicolor que decía "Penes"("DICKS"). Entre las contribuciones más notables de este experimento, destacan la comunidad de Touhou Project en colaboración con los subreddits de osu! y Hatsune Miku, quienes lograron recrear el video musical de "Bad Apple!!" s. Otras notorias son el arte de la comunidad de Genshin Impact, gatos con gafas de sol, una gigantesca carta Pokémon de Charizard, y varios tributos en honor al fallecido youtuber Technoblade y al dibujante español Francisco Ibáñez, quien había fallecido ese mismo mes .

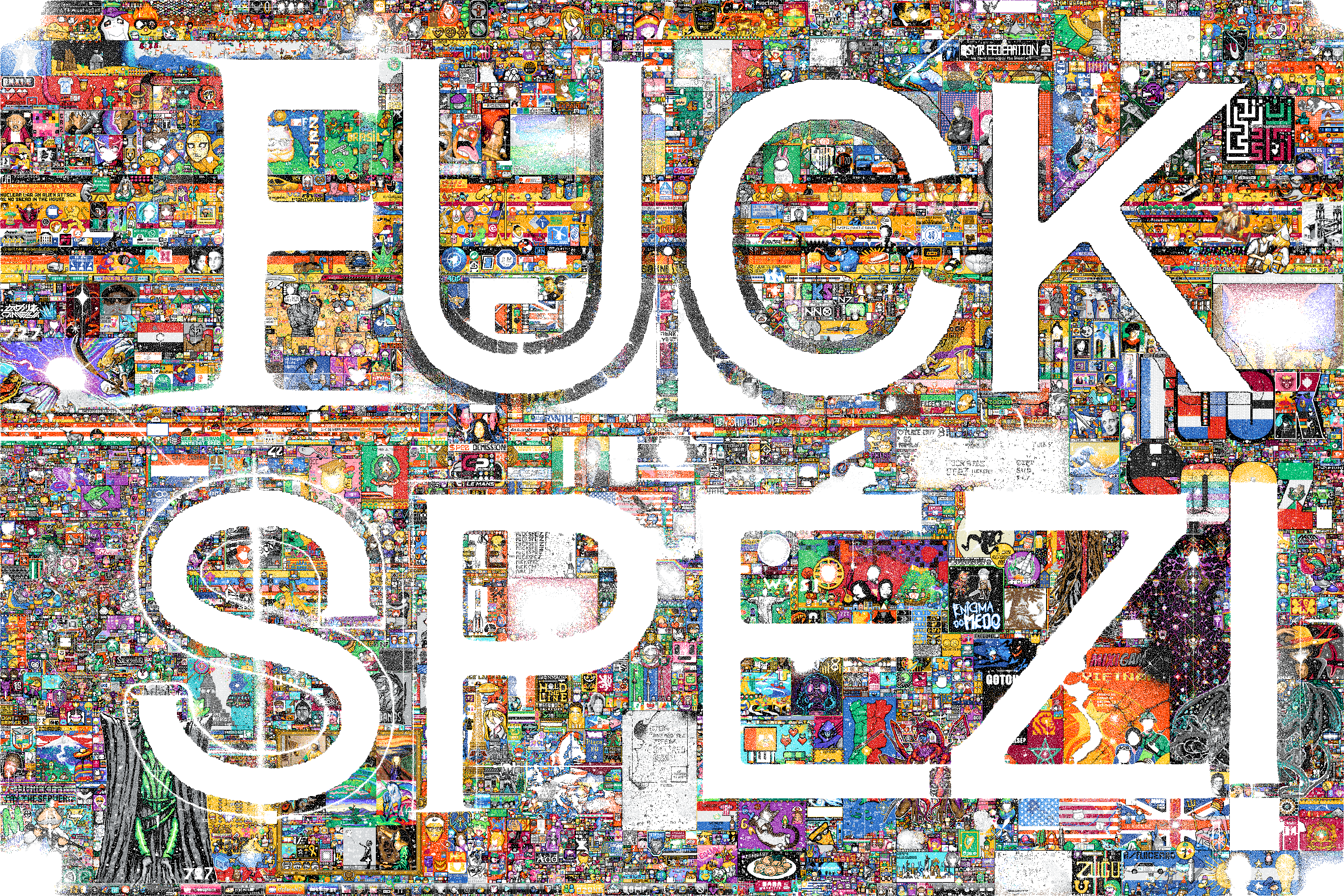
Los usuarios colaborando para un ultimo Fuck Spez (El CEO de Reddit) durante las horas finales del experimento de 2023 en protesta a las controversia del borrado de Apis independientes

El lienzo fue expandido un total de seis veces y concluyó el 25 de julio. Durante las horas finales del experimento, los usuarios fueron limitados a usar una paleta de grises, y los usuarios se coordinaron para mandar un último "Fuck Spez" en gigantescas letras blancas en el centro del lienzo como protesta. Finalmente, el lienzo volvió a volverse blanco enteramente, finalizando el evento.

## Recepción
La idea de "place" fue bien recibida por su peculiar manera de representar la comunidad en línea de Reddit. The A.V. Club lo llamó "una manera colorida y benigna para que los Redditors hagan lo que mejor hacen: discutir entre sí sobre las cosas que les encanta". ValueWalk.com lo describió como un "microcosmos del orden emergente y espontáneo que caracteriza a la sociedad", Gizmodo lo describió como "un testimonio de la capacidad de Internet para colaborar". Otros describieron Place como una representación de la cultura del Internet. Algunos también comentaron sobre la aparente relación entre el resultado final del lienzo y las diferentes comunidades dentro de Reddit que existen de forma independiente pero que cooperan como parte de una comunidad más grande. Newsweek lo llamó "el mejor experimento de Internet hasta el momento". Un escritor de Ars Technica sugirió que el espíritu cooperativo de Place representaba un modelo para combatir el extremismo en las comunidades del Internet. El experimento recibió críticas por la falta de control contra el uso de bots los cuales fueron utilizados por diferentes comunidades para dibujar en el lienzo y ubicar de manera automática píxeles. Al final surgieron muchos clones de r/place como pxls.space , PixelCanvas.io , pixelzone.io o canvas.place.